# 14024 Procol Harum
14024 Procol Harum — астероїд головного поясу, відкритий 9 вересня 1994 року.
Тіссеранів параметр щодо Юпітера — 3,388.
Названо на честь британського рок-гурту «Procol Harum» (укр. Прокол Харум, що утворився на початку 1960-х і виконує твори в стилі прогресивного року.